# D・B・ワイス
ダニエル・ブレット・ワイス（Daniel Brett Weiss, 1971年4月23日  - ）は、アメリカ合衆国の小説家、脚本家、ディレクター、プロデューサーである。2003年にコンピュータゲームを題材とした小説『ラッキー・ワンダー・ボーイ』で作家デビューする。デイヴィッド・ベニオフと共に活動しており、2011年からは2人でジョージ・R・R・マーティンの小説を原作としたHBOのテレビシリーズ『ゲーム・オブ・スローンズ』のプロデューサー、ショーランナー、脚本、監督を務めており、数々のプライムタイム・エミー賞を受賞している。

## 生い立ちと学歴
イリノイ州シカゴで生まれ育つ。ウェズリアン大学を卒業し、ダブリン大学トリニティ・カレッジでアイルランド文学の Master of Philosophy、Iowa Writers' Workshop でクリエイティブ・ライティングの Master of Fine Arts を取得した。

## キャリア

### 小説家
2003年に処女作『ラッキー・ワンダー・ボーイ』を発表する。

### 脚本家・ディレクター・プロデューサー
2003年にワイスは大学以来の友人であるデイヴィッド・ベニオフと共にウォルフガング・ペーターゼンが監督予定であったオースン・スコット・カードの小説『エンダーのゲーム』を原作とした映画の新脚本執筆のために雇われた。しかしながらこの脚本は結局使われなかった。
ワイスはジョシュ・オルソンと共にアレックス・ガーランドが執筆したバンジーのコンピュータゲーム『HALO』の映画脚本の書き直しのために雇われ、2006年に完成させたが、2007年に監督のニール・ブロムカンプはプロジェクトの中止を発表した。
他に『アイ・アム・レジェンド』の続編の脚本にも取り組んでいたが、プロジェクトは中止された。2011年5月にフランシス・ローレンスはもう続編が実現しないだろうと述べた。
2011年からはジョージ・R・R・マーティンの小説を原作としたテレビシリーズ『ゲーム・オブ・スローンズ』でベニオフと共に脚本・製作総指揮を務めている。二人は大部分のエピソードの脚本を担当するとともに、一部のエピソードの監督も務めている。2015年と2016年にはベニオフとともにプライムタイム・エミー賞脚本賞ドラマシリーズ部門と作品賞ドラマシリーズ部門を連続して受賞している。2018年にも同賞作品賞ドラマシリーズ部門を受賞している。
2014年4月10日、ワイスと共同でスティーヴン・ハンターの小説『ダーティーホワイトボーイズ』の映画化の製作、脚本、監督を務めることが発表された。
2017年7月19日、ワイスとベニオフが『ゲーム・オブ・スローンズ』終了後にHBOでドラマシリーズConfederateを製作すると発表された。
2018年2月6日、ウォルト・ディズニー・プロダクションはワイスとベニオフが、やはり『ゲーム・オブ・スローンズ』終了後に『スターウォーズ』の新シリーズを製作すると発表した が、2019年10月に離脱した。
2020年9月1日、ベニオフと共に『三体』に基づくドラマシリーズをNetflixで製作することが発表された。

## 受賞とノミネート
| 年   | 結果       | 賞                       | 部門                               | 作品                     | 備考 | 出典                 |
| ---- | ---------- | ------------------------ | ---------------------------------- | ------------------------ | --- | -------------------- |
| 2011 | ノミネート | プライムタイム・エミー賞 | ドラマシリーズ作品賞               | ゲーム・オブ・スローンズ | 他8名のプロデューサーと共同                                                                                  | [ 16 ]               |
| 2011 | ノミネート | プライムタイム・エミー賞 | ドラマシリーズ脚本賞               | ゲーム・オブ・スローンズ | デイヴィッド・ベニオフと共同                                                                                 | [ 16 ]               |
| 2012 | 受賞       | ヒューゴー賞             | 長編映像部門                       | ゲーム・オブ・スローンズ | 他8名の脚本家・監督と共同                                                                                    | [ 16 ]               |
| 2012 | ノミネート | プライムタイム・エミー賞 | ドラマシリーズ作品賞               | ゲーム・オブ・スローンズ | 他9名のプロデューサーと共同                                                                                  | [ 16 ]               |
| 2012 | ノミネート | PGA賞                    | テレビドラマエピソード製作者賞     | ゲーム・オブ・スローンズ | キャロライン・ストラウス、フランク・ドールガー、デイヴィッド・ベニオフ、マーク・ハッファムと共同             | [ 16 ]               |
| 2012 | ノミネート | WGA賞                    | 新シリーズ賞                       | ゲーム・オブ・スローンズ | ブライアン・コグマン、ジェーン・エスペンソン、ジョージ・R・R・マーティン、デイヴィッド・ベニオフと共同       | [ 16 ]               |
| 2012 | 受賞       | SFX賞                    | 新番組賞                           | ゲーム・オブ・スローンズ | 他のキャスト・スタッフと共同                                                                                 | [ 16 ] [ 17 ]        |
| 2012 | ノミネート | SFX賞                    | テレビ番組賞                       | ゲーム・オブ・スローンズ | 他のキャスト・スタッフと共同                                                                                 | [ 16 ]               |
| 2012 | 受賞       | モンテカルロ・テレビ祭   | ドラマシリーズ国際プロデューサー賞 | ゲーム・オブ・スローンズ | デイヴィッド・ベニオフ、フランク・ドールガー、キャロライン・ストラウスと共同                                 | [ 16 ] [ 18 ] [ 19 ] |
| 2013 | ノミネート | PGA賞                    | テレビドラマエピソード製作者賞     | ゲーム・オブ・スローンズ | フランク・ドールガー、キャロライン・ストラウス、バーナデッテ・コールフィールド、デイヴィッド・ベニオフと共同 | [ 16 ]               |
| 2013 | ノミネート | WGA賞                    | ドラマシリーズ作品賞               | ゲーム・オブ・スローンズ | デイヴィッド・ベニオフ、ジョージ・R・R・マーティン、ブライアン・コグマン、ジェーン・エスペンソンと共同       | [ 16 ]               |
| 2015 | 受賞       | プライムタイム・エミー賞 | ドラマシリーズ作品賞               | ゲーム・オブ・スローンズ | 他プロデューサーらと共同                                                                                     |                      |
| 2015 | 受賞       | プライムタイム・エミー賞 | ドラマシリーズ脚本賞               | ゲーム・オブ・スローンズ | デイヴィッド・ベニオフと共同                                                                                 |                      |
| 2016 | 受賞       | プライムタイム・エミー賞 | ドラマシリーズ作品賞               | ゲーム・オブ・スローンズ | 他プロデューサーらと共同                                                                                     |                      |
| 2016 | 受賞       | プライムタイム・エミー賞 | ドラマシリーズ脚本賞               | ゲーム・オブ・スローンズ | デイヴィッド・ベニオフと共同                                                                                 |                      |
| 2018 | 受賞       | プライムタイム・エミー賞 | ドラマシリーズ作品賞               | ゲーム・オブ・スローンズ | 他プロデューサーらと共同                                                                                     |                      |